# Lesley McNaught
Lesley McNaught (nombre de casada Lesley McNaught-Mändli; Hinckley, Reino Unido, 10 de febrero de 1964-26 de diciembre de 2023) fue una jinete suiza que compitió en la modalidad de salto ecuestre.
Participó en dos Juegos Olímpicos de Verano, obteniendo una medalla de plata en Sídney 2000, en la prueba por equipos (junto con Markus Fuchs, Beat Mändli y Wilhelm Melliger), y el quinto lugar en Barcelona 1992, en la misma prueba.
Ganó una medalla de bronce en el Campeonato Mundial de Saltos Ecuestres de 1994 y cuatro medallas en el Campeonato Europeo de Saltos Ecuestres entre los años 1993 y 1999.
Después de retirarse de la competición trabajó como entrenadora de saltos de la selección suiza de concurso completo.

## Palmarés internacional
| Juegos Olímpicos   | Juegos Olímpicos        | Juegos Olímpicos  | Juegos Olímpicos |
| Año                | Lugar                   | Medalla           | Categoría        |
| ------------------ | ----------------------- | ----------------- | ---------------- |
| 2000               | Sídney (Australia)      | Medalla de plata  | Por equipos      |
| Campeonato Mundial |                         |                   |                  |
| Año                | Lugar                   | Medalla           | Categoría        |
| 1994               | La Haya (Países Bajos)  | Medalla de bronce | Por equipos      |
| Campeonato Europeo |                         |                   |                  |
| Año                | Lugar                   | Medalla           | Categoría        |
| 1993               | Gijón (España)          | Medalla de oro    | Por equipos      |
| 1995               | San Galo (Suiza)        | Medalla de oro    | Por equipos      |
| 1999               | Hickstead (Reino Unido) | Medalla de plata  | Por equipos      |
| 1999               | Hickstead (Reino Unido) | Medalla de bronce | Individual       |